# Chrysler
För andra betydelser, se Chrysler (olika betydelser).

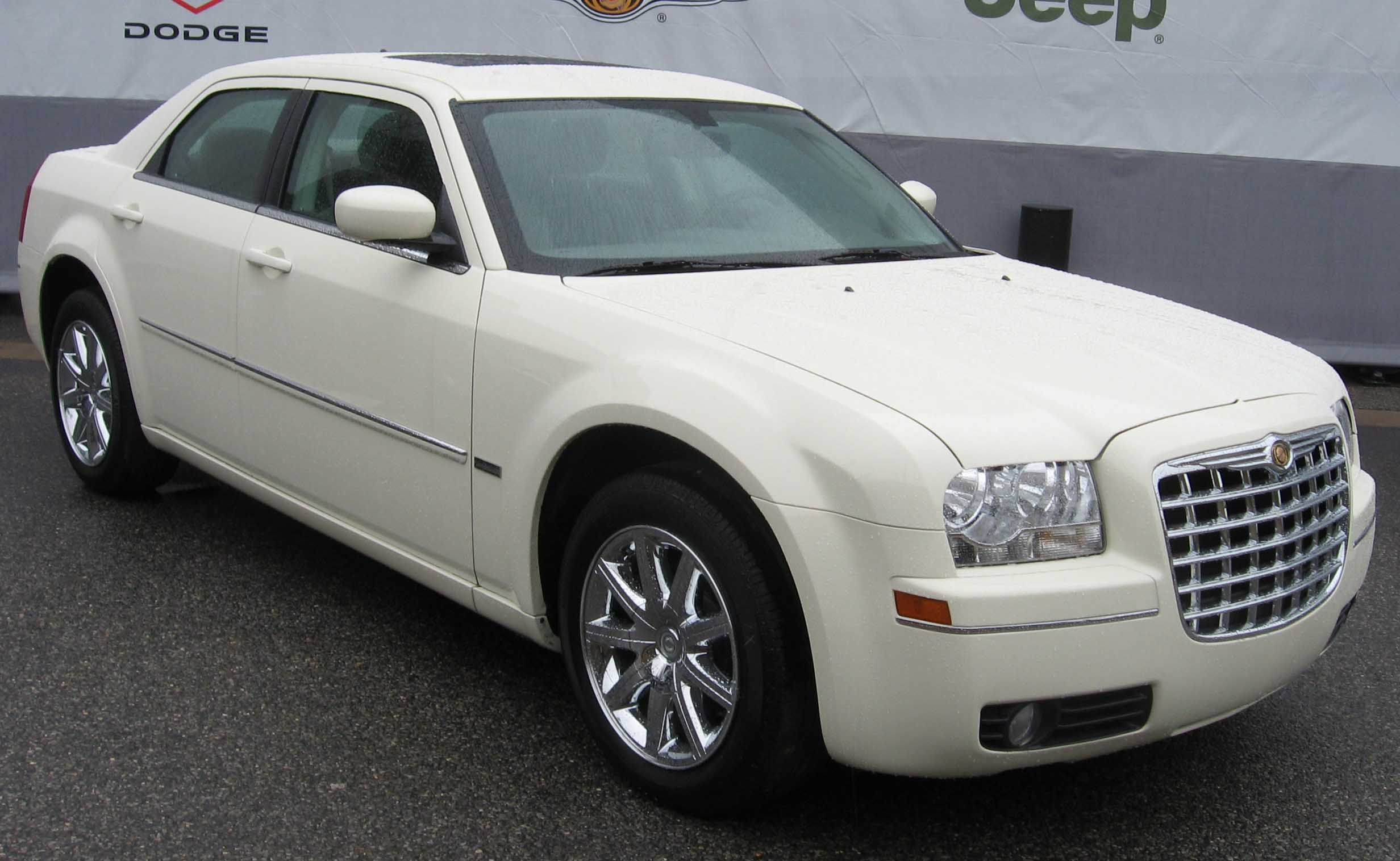
Chrysler 300 2008

Chrysler är ett amerikanskt bilmärke som tillverkats av Chrysler Corporation i Detroit i Michigan sedan 1925. Chrysler ingår sedan januari 2021 i koncernen Stellantis.

## Historia

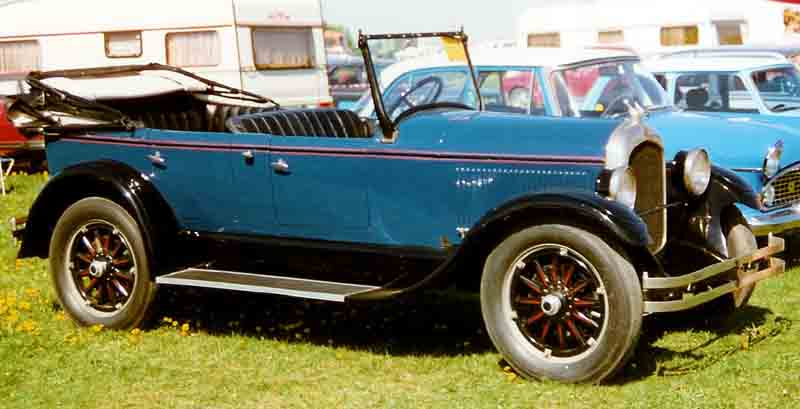
Chrysler Model B-70 1924.

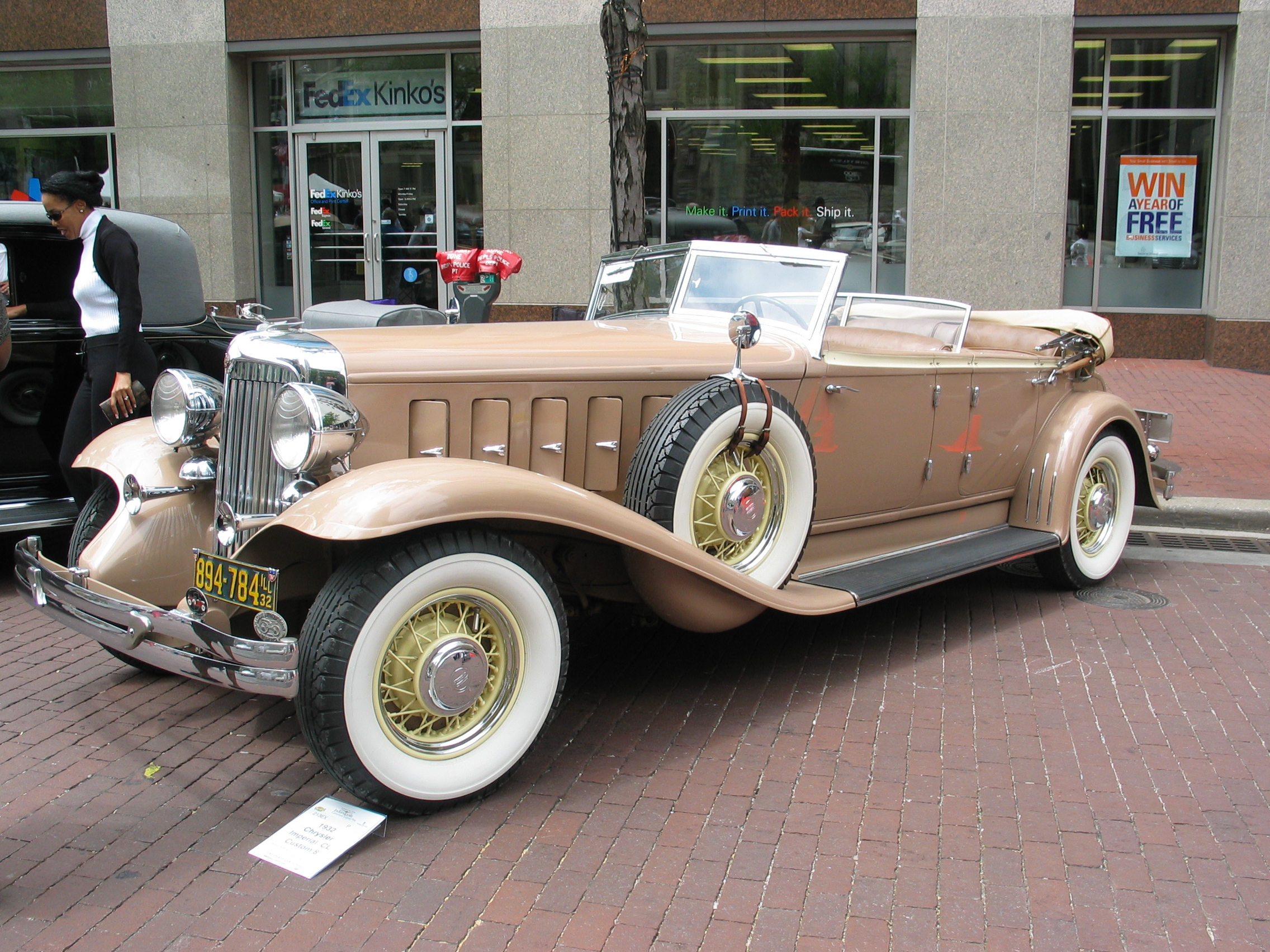
Chrysler Series CL Custom Imperial 1932.

Walter P. Chrysler hade visat sin kompetens när han arbetat för Buick och sedan för Willys-Overland. 1922 kallades han till Maxwell, som just gått samman med Chalmers-Detroit, för att vända även detta företags förluster. Under processen tog Walter Chrysler kontrollen över Maxwell-Chalmers och i början av 1924 introducerade han sin första bil under eget namn, som ersättare för Chalmers.

### 1924-1945
Chryslers första bil, Model B-70, var mycket modern, med hydrauliska bromsar på alla fyra hjulen och en sexcylindrig motor med ovanligt högt kompressionsförhållande för hög motoreffekt. Dessutom såldes den till ett konkurrenskraftigt pris och modellen blev en försäljningssuccé. 1926 utökades utbudet med en fyrcylindrig bil som ersatte Maxwell och den lyxiga Imperial. 1928 ersattes den fyrcylindriga modellen av Plymouth och Chrysler blev den växande koncernens paradmärke. 1931 tillkom den första raka åttan och Imperial blev nu en värdig konkurrent till lyxbilar som Cadillac och Packard.
1934 drabbades Chrysler av sitt första stora bakslag, när den ytterligt moderna Airflow-modellen ratades av kunderna. Under de närmaste tjugo åren höll man sig till en mycket försiktig formgivning. 1939 kom den första Chrysler New Yorker, ett modellnamn som skulle hänga med ända fram till 1996.

### 1946-1981
Chrysler återupptog tillverkningen av sina förkrigsmodeller 1946, men lade till den spektakulära Town & Country, med stora delar av karossen i trä. 1951 ersattes den gamla sidventilsåttan av en modern V8-motor med hemisfäriska förbränningsrum. Sista året med sexcylindrig motor i de minsta modellerna blev 1954. Året därpå blev lyxmodellen Imperial ett eget märke, samtidigt som Chrysler introducerade den kraftiga 300-serien, med marknadens starkaste motorer. De första årsmodellerna var mycket framgångsrika inom stock car-racing.
Under sextio- och sjuttiotalet byggde Chrysler bara stora och bensinslukande bilar och oljekrisen 1973 slog hårt mot försäljningen. 1975 kom den mindre coupé-modellen Cordoba, en systermodell till Dodge Charger som snart stod för halva märkets försäljning. 1977 tillkom även LeBaron, byggd på Dodge Aspen. I slutet av årtiondet var koncernens finanser så dåliga att amerikanska staten gick in med lånegarantier för att undvika konkurs.

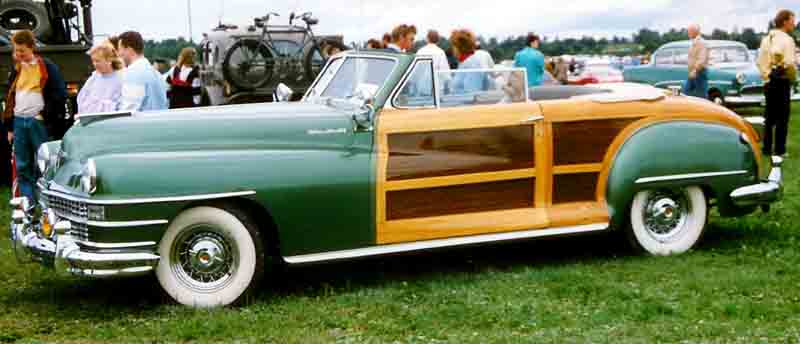
Chrysler Town & Country 1948
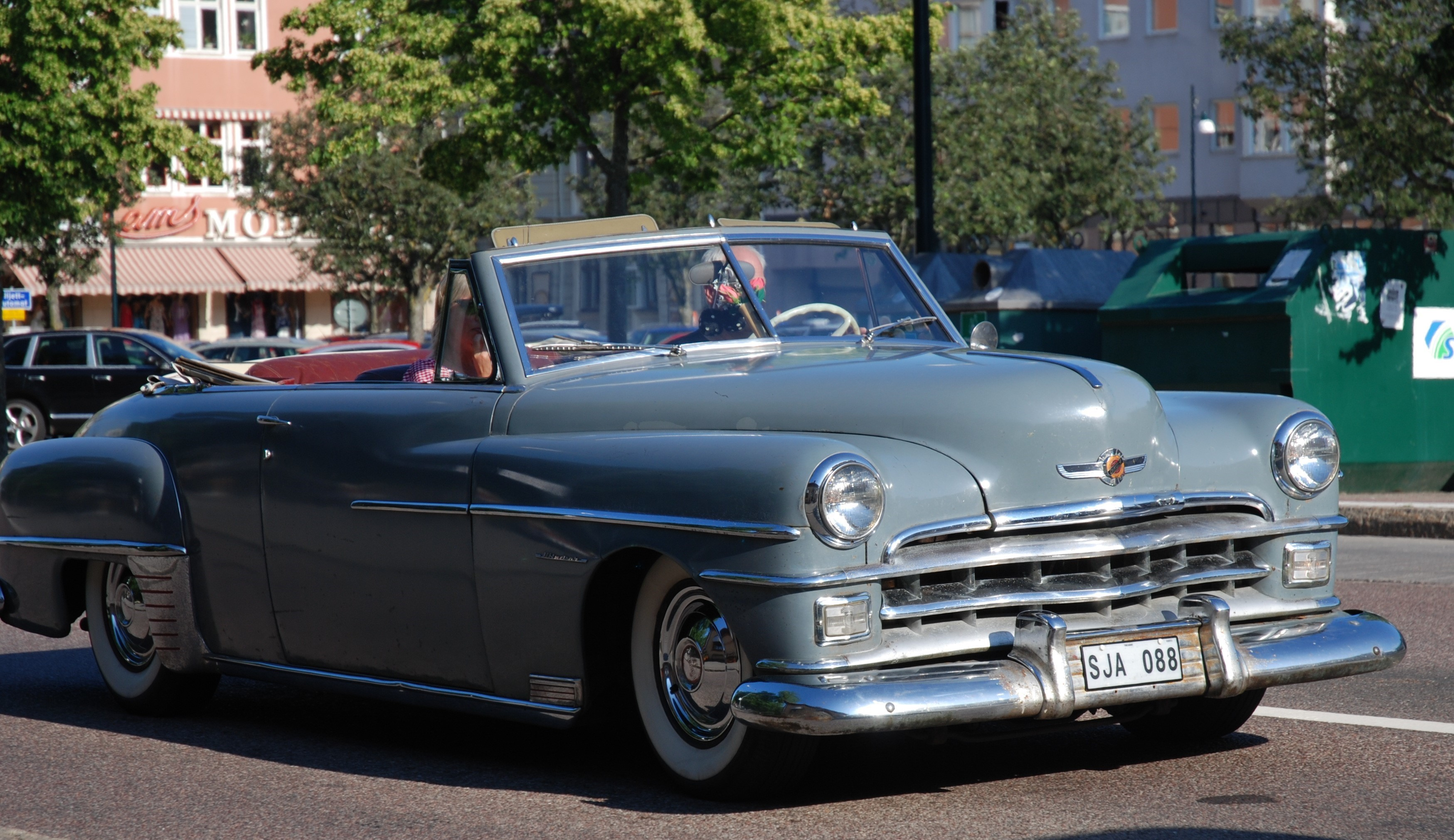
Chrysler Windsor Cabtirolet 1950 i Skövde
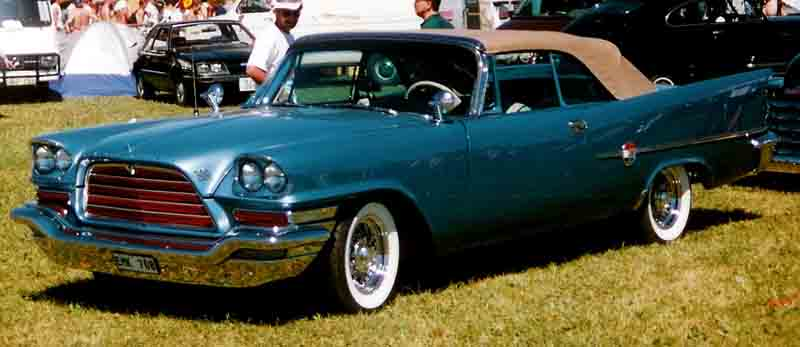
Chrysler 300E 1959
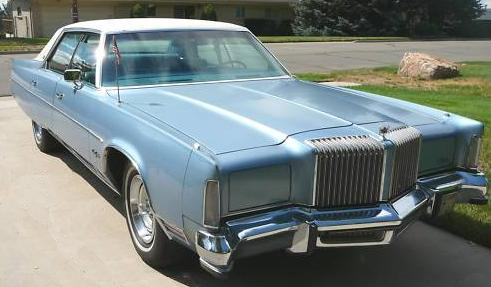
Chrysler New Yorker Brougham 1977

### 1982-

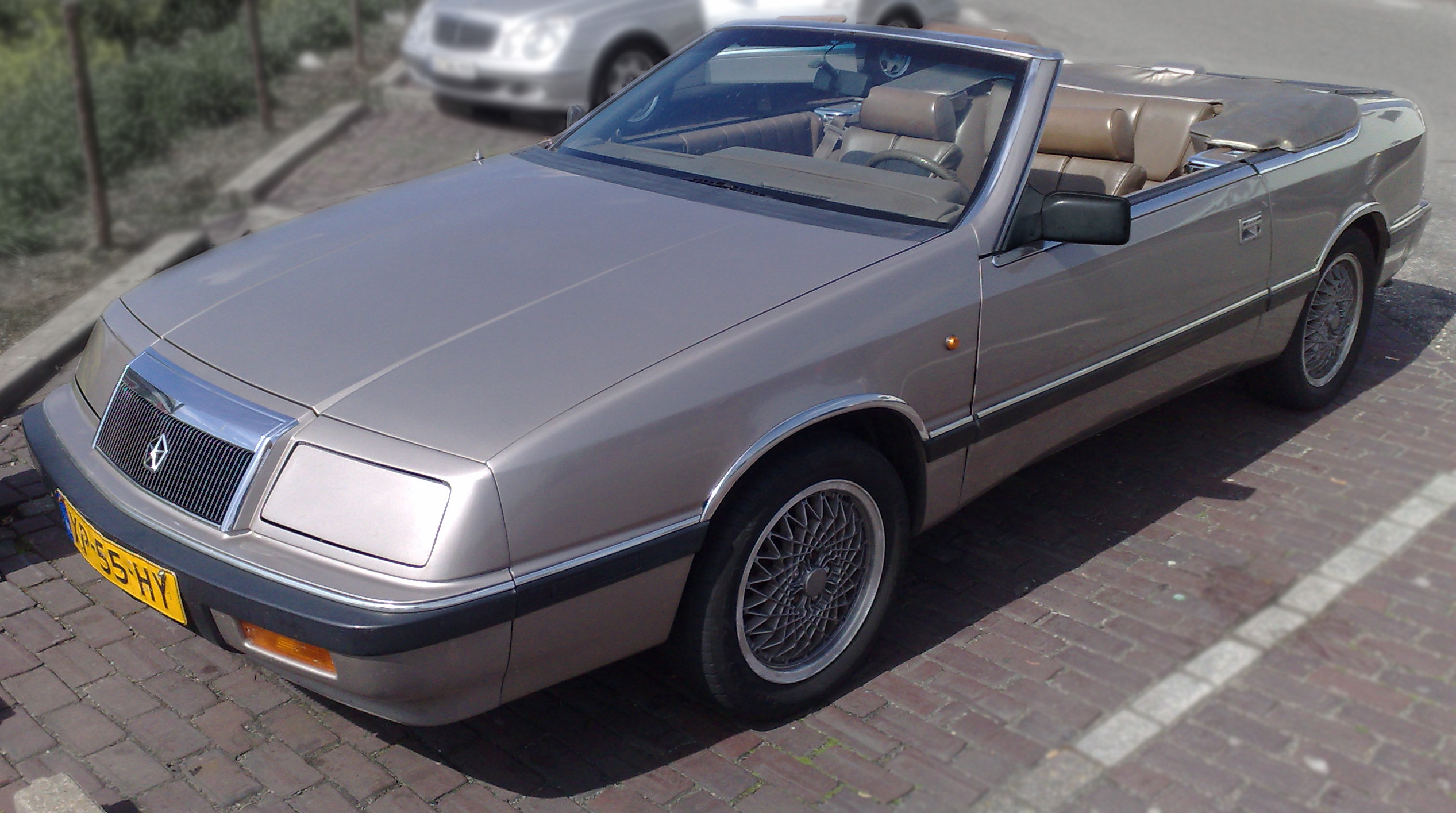
Chrysler LeBaron 1989

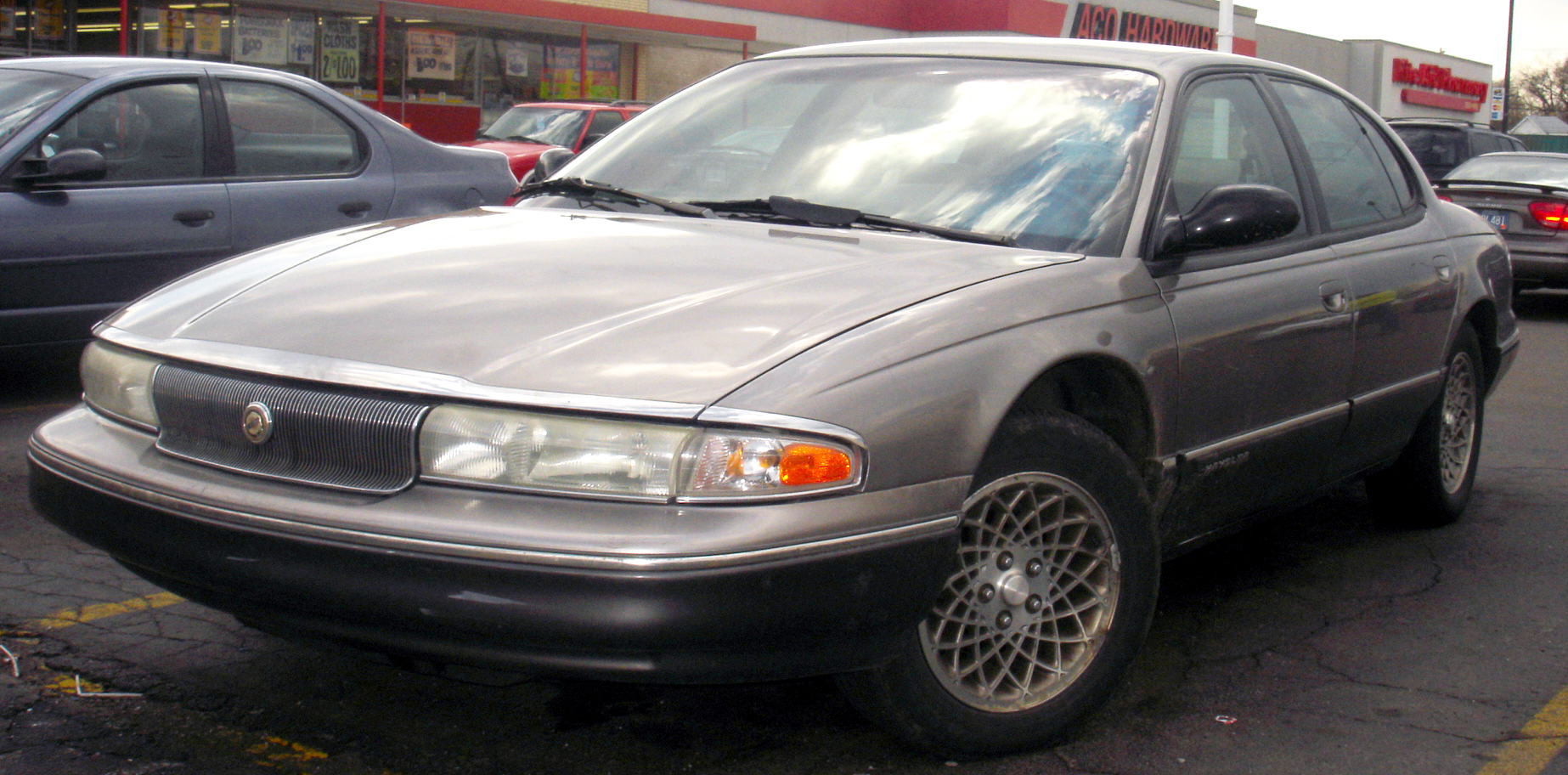
Chrysler New Yorker 1994-96

Under 1980-talet förändrades Chryslers modellutbud totalt. 1982 kom en ny, framhjulsdriven LeBaron med fyrcylindrig motor. Den följdes snart av flera små framhjulsdrivna modeller, även med fyrcylindrig turbomotor eller V6:a från Mitsubishi. Den sista traditionella bakhjulsdrivna modellen med V8:a försvann efter 1989. Chrysler Voyager lanserades 1984 och dess huvudkonkurrent i början var Renault Espace och de två tillverkarna "tävlar" om vem som var först med MPV-modeller då de nästan lanserades samtidigt. 1990 kom koncernens framgångsrika minibuss Voyager i lyxigt Chrysler-utförande.
I början av 1990-talet återvände Chrysler till Europa genom ett avtal med österrikiska Magna Steyr om att bygga bilar för europamarknaden. 1998 köptes Chrysler Corporation upp av Daimler-Benz och bildade DaimlerChrysler. Det mest konkreta resultatet av affären blev återkomsten av bakhjulsdrivna Chrysler-bilar, nu baserade på Mercedes-Benz. Först ut blev sportbilen Crossfire, baserad på Mercedes-Benz SLK, sedan 300-modellen, baserad på Mercedes-Benz E-klass. Med 300C återkom även den klassiska Hemi-V8:an.

### Fiat Chrysler Automobiles
2009 köptes Chrysler upp av Fiat-koncernen och några av märkets modeller började säljas i Europa som Lancia, bl. a. Lancia Voyager. Fiat köpte 58,5% av Chrysler 2012 och 2014 följde en omstrukturering varpå Fiat Chrysler Automobiles (FCA) bildades när Fiat S.p.A. blev en del av ett nytt holdingbolag, Fiat Chrysler Automobiles N.V., med säte i Nederländerna och huvudkontor i London. Verksamheten består av FCA Italy (tidigare Fiat Group) och FCA US (tidigare Chrysler LLC). I januari 2021 gick FCA samman med franska Groupe PSA och bildade den nya koncernen Stellantis.

## Några Chrysler-modeller
- Chrysler Airflow
- Chrysler 300 letter series
- Chrysler Voyager
- Chrysler Neon
- Chrysler New Yorker
- Chrysler Sebring
- Chrysler 300M
- Chrysler PT Cruiser
- Chrysler Pacifica
- Chrysler Crossfire
- Chrysler 300C